# غنيم (عزبة)
عزبة غنيم قرية تابعة لمركز السادات في محافظة المنوفية في جمهورية مصر العربية.